# Esprit (Computerspiel)
Esprit ist ein Computerspiel, das Sokoban-ähnliche Puzzles bietet. Es wurde 1989 von Meinolf Amekudzi (geb. Schneider) für den Atari ST programmiert und von Application Systems Heidelberg vertrieben.
Das Spielprinzip von Esprit bestand darin, wie bei Memory Spielsteine paarweise zu öffnen und ihre Symbole offenzulegen. Dazu wurden die Steine mit einer mausgesteuerten Kugel angestoßen. Auf dem Weg musste die Kugel Hindernissen wie Löchern oder Totenkopfsteinen ausweichen; Boden mit erhöhter Reibung, Magnete oder Glatteis erschwerten die Steuerung.
Alle zehn Level gab es einen Meditations-Level, in dem man vier kleine Kügelchen in jeweils eine Vertiefung lenken musste.
Der Nachfolger von Esprit ist Oxyd.